# Комишувата (притока Кільтиччі)
Комишува́та — річка в Україні, в межах Куйбишевського (витоки) та Бердянського районів Запорізької області. Ліва притока Кільтиччі (басейн Азовського моря).

## Опис
Довжина 12,6 км, площа басейну 47,2 км². Долина здебільшого глибока, вузька, в деяких місцях порізана ярами і балками. Річище слабозвивисте (у пониззі більш звивисте), часто пересихає. Споруджено кілька ставків. 

## Розташування
Комишувата бере початок на північний схід від смт Андріївки. Тече на південь/південний захід. Впадає до Кільтиччі біля центральної частини смт Андріївки. 